# Polyura eudamippus
Polyura eudamippus es una especie de lepidóptero de la familia Nymphalidae. Es originaria del Sudeste de Asia.
Fue descrita por primera vez en 1843 por Henry Doubleday (1,808-1,875). Tiene una envergadura de 8,5 a 9,5 cm. El color principal de la mariposa es el blanco sobre la cual hay un diseño en negro.
Las larvas se alimentan de las especies Rhamnella franguloides, familia Rhamnaceae, y de Celtis boninensis,  familia Ulmaceae.

## Galería

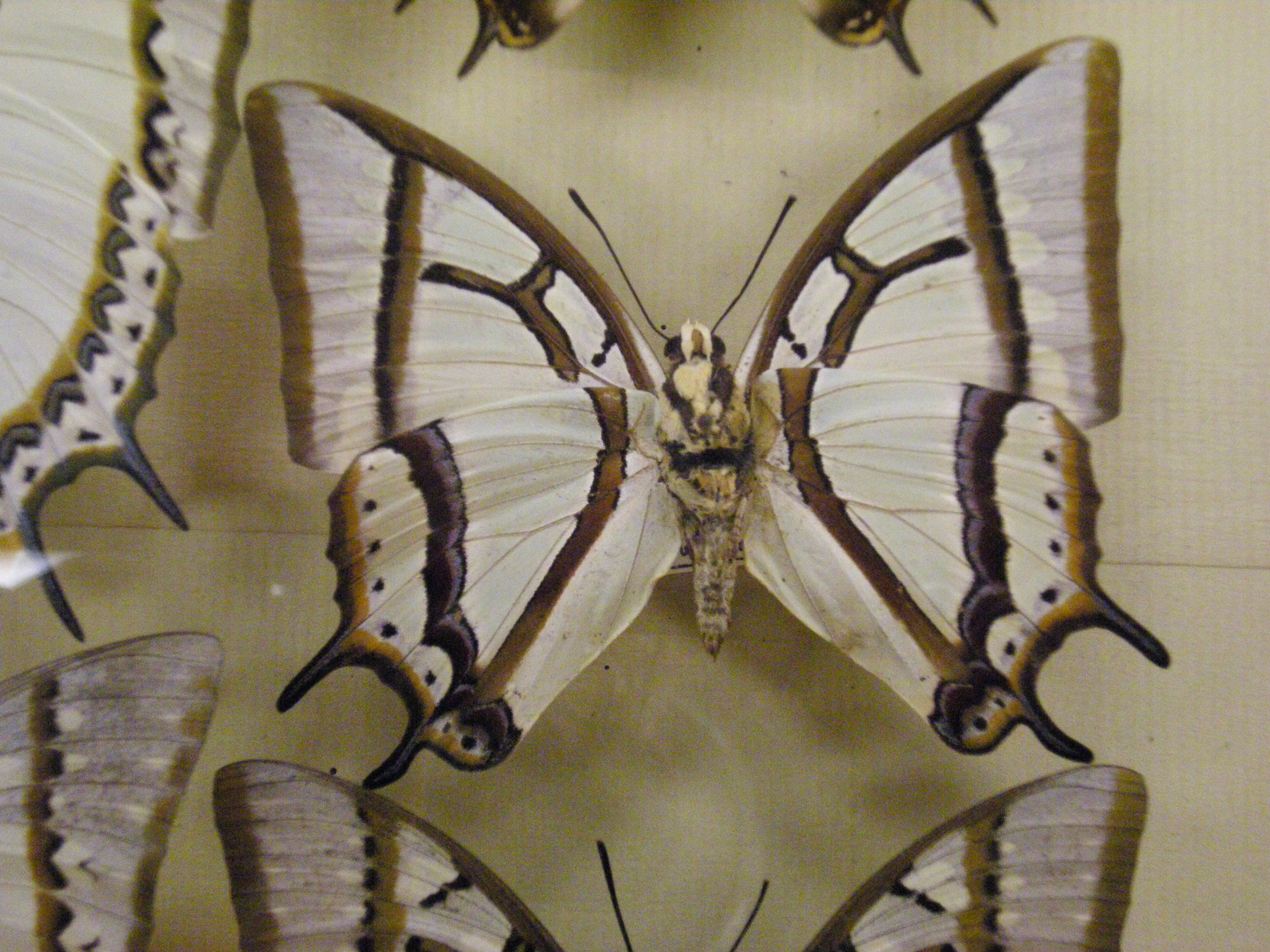
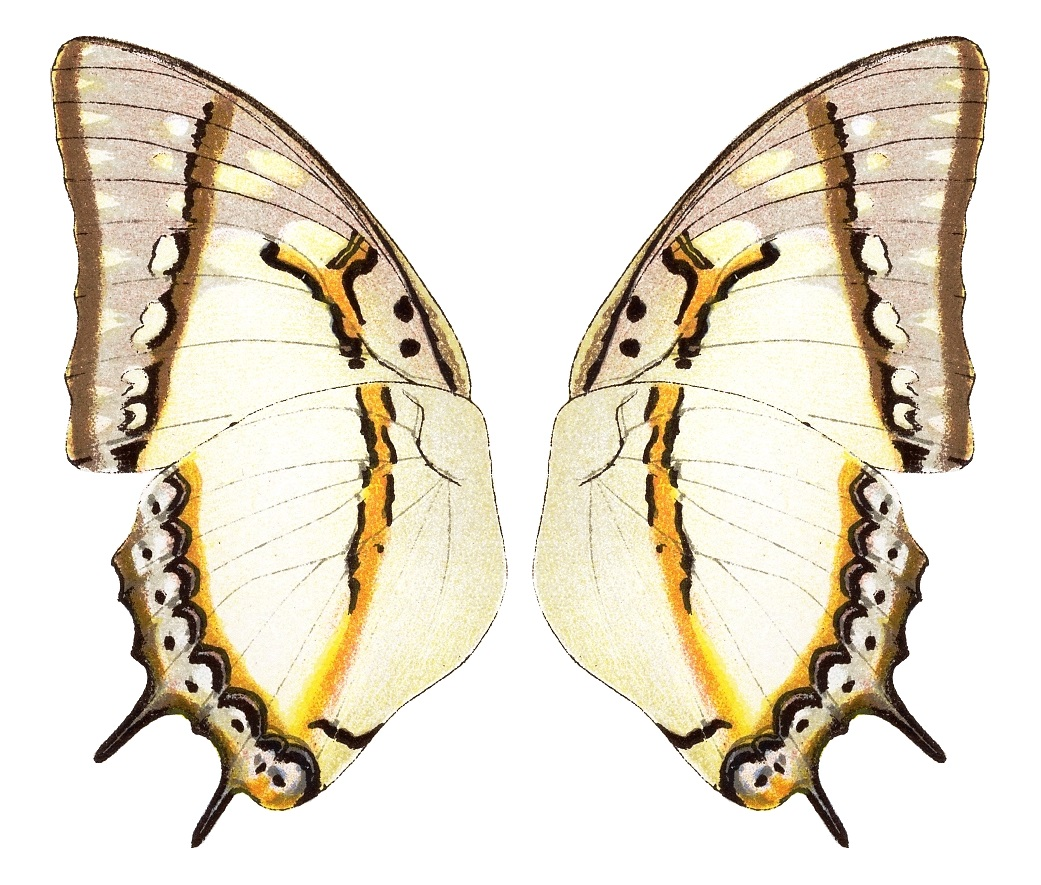
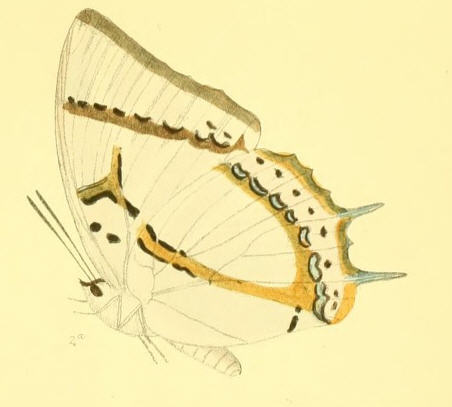
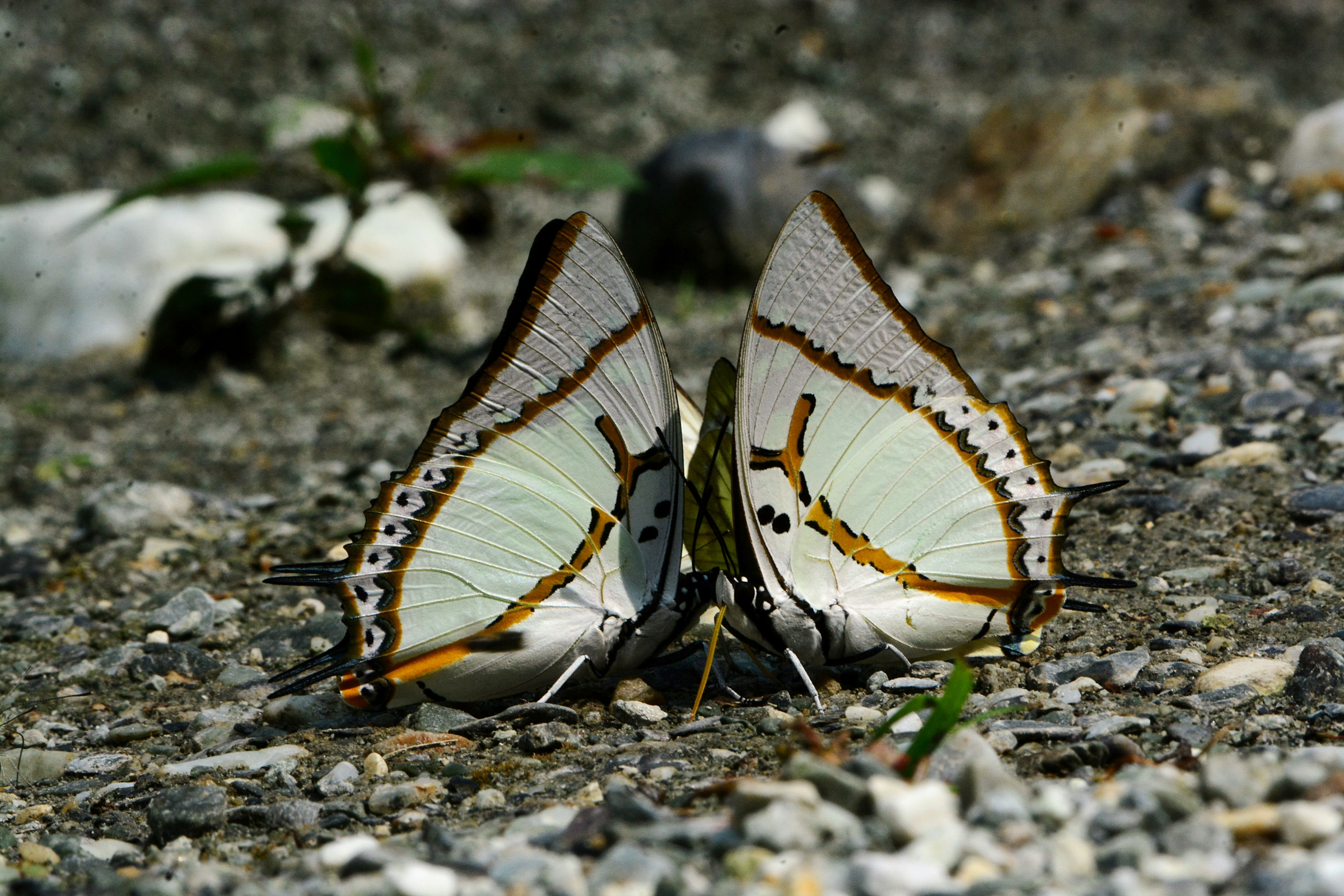